# Paragryllus crybelos
Paragryllus crybelos är en insektsart som beskrevs av Nischk och D. Otte 2000. Paragryllus crybelos ingår i släktet Paragryllus och familjen syrsor. Inga underarter finns listade i Catalogue of Life.